# Parafia św. Jana Chrzciciela w Sadownem

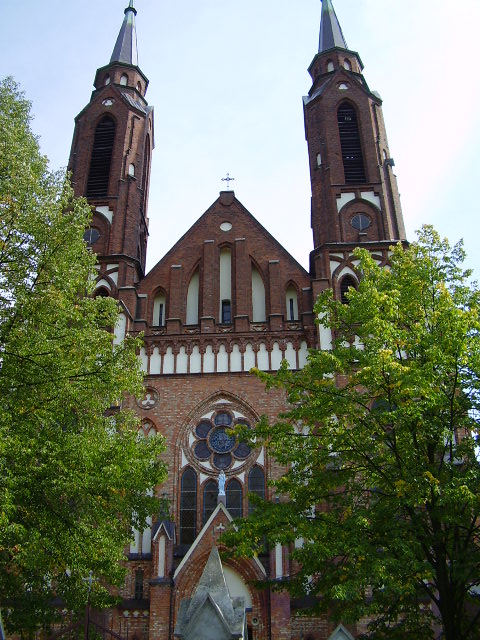
Kościół pw. św. Jana Chrzciciela

Parafia pw. Świętego Jana Chrzciciela w Sadownem – rzymskokatolicka parafia należąca do dekanatu Łochów, diecezji drohiczyńskiej, metropolii białostockiej. Parafię prowadzą księża diecezjalni.

## Historia
Parafia powstała w 1524.

## Obszar parafii
Do parafii należą wierni z miejscowości:

- Bojewo,
- Brzózka,
- Grabiny,
- Kołodziąż,
- Krupińskie,
- Morzyczyn Włościański,
- Morzyczyn-Włóki,
- Mrozowa Wola,
- Ocięte,
- Płatkownica,
- Rażny,
- Sadoleś,
- Sadowne,
- Sojkówek,
- Sokółka,
- Szynkarzyzna,
- Wilczogęby,
- Zalesie,
- Zarzetka
- Zieleniec